# Okres Münchwilen
Okres Münchwilen je švýcarský okres v kantonu Thurgau. Skládá se ze 13 obcí a jeho správním centrem je město Münchwilen. V roce 2011 zde žilo 41 598 obyvatel.

## Obce okresu
- Affeltrangen
- Bettwiesen
- Bichelsee-Balterswil
- Braunau
- Eschlikon
- Fischingen
- Lommis
- Münchwilen
- Rickenbach
- Schönholzerswilen
- Sirnach
- Tobel-Tägerschen
- Wängi
- Wilen
- Wuppenau